# Misael Riascos
Jhon Misael Riascos Silva (El Charco, 29 de marzo de 1991) es un futbolista colombiano. Juega de extremo y su actual equipo es Atlético Santo Domingo de la Serie B de Ecuador.

## Trayectoria

### Deportivo Pasto
Formado en el equipo volcánico debutó profesionalmente con 20 años el día 14 de mayo de 2011 frente al Real Santander al minuto 60 del encuentro en cambio por Mauricio Mina, siendo ese su único partido.

### Boyacá Chicó
Reaparece en el fútbol profesional casi 4 años después de haber debutado el 31 de enero de 2015 en la derrota 4-1 del Boyacá Chicó ante el Deportes Tolima.
Su primer gol lo anotó el 5 de marzo en la Copa Colombia 2015 dándole la víctoria 1-0 al Boyacá Chicó en el clásico boyacense contra Patriotas Boyacá, el arquero fue Alejandro Otero.
Se mantuvo con el equipo por tres años y medio hasta el Torneo Apertura 2018, con una estadística de haber jugado 124 partidos en los que convirtió en 26 partidos y recordado por ser clave en el ascenso del 'cuadro ajedrezado'.

### Al-Batin
Fue confirmado como nuevo jugador del Al-Batin F. C. a inicios de julio de 2018 juntó con su compatriota Johan Arango.

### Peñarol
Fue confirmado como nuevo jugador del Peñarol a inicios de agosto de 2019, como reemplazante de Brian Rodríguez, quien fuese transferido a Los Angeles Football Club. Luego de jugar muy pocos minutos en el primer equipo de Peñarol, su contrato fue rescindido a mediados de septiembre de 2019.

## Clubes
| Club                   | País           | Año         | PJ  | Goles | Asist. |
| ---------------------- | -------------- | ----------- | --- | ----- | ------ |
| Deportivo Pasto        | Colombia       | 2011        | 1   | 0     | 0      |
| Boyacá Chicó           | Colombia       | 2015 - 2018 | 124 | 27    | 7      |
| Al-Batin               | Arabia Saudita | 2018        | 11  | 0     | 1      |
| América de Cali        | Colombia       | 2019        | 15  | 2     | 1      |
| Peñarol                | Uruguay        | 2019        | 3   | 0     | 0      |
| Atlético Santo Domingo | Ecuador        | 2021 - act. | 0   | 0     | 0      |
| Total                  |                | 2011-2019   | 151 | 29    | 9      |

## Estadísticas
| Club                             | Div.                | Temporada           | Liga  | Liga  | Copa Nacional | Copa Nacional | Copa Internacional | Copa Internacional | Total | Total |
| Club                             | Div.                | Temporada           | Part. | Goles | Part.         | Goles         | Part.              | Goles              | Part. | Goles |
| -------------------------------- | ------------------- | ------------------- | ----- | ----- | ------------- | ------------- | ------------------ | ------------------ | ----- | ----- |
| Deportivo Pasto · Colombia       | 1.ª                 | 2011                | 1     | 0     | —             | —             | —                  | —                  | 1     | 0     |
| Deportivo Pasto · Colombia       | Total club          | Total club          | 1     | 0     | 0             | 0             | 0                  | 0                  | 1     | 0     |
| Boyacá Chicó · Colombia          | 1.ª                 | 2015                | 29    | 1     | 7             | 1             | —                  | —                  | 36    | 2     |
| Boyacá Chicó · Colombia          | 1.ª                 | 2016                | 35    | 9     | 1             | 0             | —                  | —                  | 36    | 9     |
| Boyacá Chicó · Colombia          | 2.ª                 | 2017                | 32    | 11    | 1             | 0             | —                  | —                  | 33    | 11    |
| Boyacá Chicó · Colombia          | 1.ª                 | 2018                | 18    | 5     | 1             | 0             | —                  | —                  | 19    | 5     |
| Boyacá Chicó · Colombia          | Total club          | Total club          | 114   | 26    | 10            | 1             | 0                  | 0                  | 124   | 27    |
| Al-Batin Arabia Saudita          | 1.ª                 | 2018-19             | 11    | 0     | 0             | 0             | —                  | —                  | 11    | 0     |
| Al-Batin Arabia Saudita          | Total club          | Total club          | 11    | 0     | 0             | 0             | 0                  | 0                  | 11    | 0     |
| Atlético Santo Domingo · Ecuador | 2.ª                 | 2021                | 0     | 0     | 0             | 0             | —                  | —                  | 0     | 0     |
| Atlético Santo Domingo · Ecuador | Total club          | Total club          | 0     | 0     | 0             | 0             | 0                  | 0                  | 0     | 0     |
| Total en su carrera              | Total en su carrera | Total en su carrera | 126   | 26    | 10            | 1             | 0                  | 0                  | 136   | 27    |

## Palmarés

### Campeonatos nacionales
| Título    | Club            | País     | Año  |
| --------- | --------------- | -------- | ---- |
| Primera B | Deportivo Pasto | Colombia | 2011 |
| Primera B | Boyacá Chicó    | Colombia | 2017 |